# HL-20 Personnel Launch System
O HL-20 Personnel Launch System foi um conceito de avião espacial da NASA de 1990 para missões orbitais tripuladas, pesquisado pelo Langley Research Center da NASA, em Hampton, Virgínia. Previa-se como um veículo de lançamento e reentrada semelhante ao avião espacial projetado pela União Soviética BOR-4. Seus objetivos declarados eram para alcançar sistemas operacionais de baixos custos, melhoria da segurança de voo, e uma possibilidade de pousar em pistas convencionais. Nenhum hardware de voo foi construído.

## Conceito PLS
Com o aumento do interesse estadunidense na obtenção de um acesso de rotina ao espaço, uma série de sistemas de transporte Terra-órbita estavam sendo estudados em meados dos anos 1980. Um deles, conhecido como Personnel Launch System (PLS), poderia usar o HL-20 e um sistema de lançamento dispensável para fornecer acesso tripulado complementando o ônibus espacial. Um modelo em tamanho real do HL-20 para pesquisa de engenharia foi construído em 1990 pelos alunos e professores da Universidade Estadual da Carolina do Norte e da Universidade Agrícola e Técnica do Estado da Carolina do Norte. Este modelo com 9 metros de comprimento para pesquisa de engenharia foi usada em Langley para definir as características externa e interna em grande escala do HL-20 para estudos de utilização.
A missão PLS foi estudada para o transporte de pessoas e de pequenas quantidades de carga para a órbita terrestre baixa, ou seja, um sistema de transporte de pequeno espaço. Embora nunca tenha sido aprovado para o desenvolvimento, o conceito de avião espacial PLS foi concebido como um complemento para o ônibus espacial e estava sendo considerado uma adição à capacidade de lançamento tripulado dos Estados Unidos. Originalmente, a principal missão de um PLS seria o transporte de passageiros para a Estação Espacial Freedom.

## Legado
A espaçonave Dream Chaser é baseada no projeto do veículo de levantamento HL-20. Ele foi projetado pela SpaceDev para o programa Commercial Orbital Transportation Services de 2004, e estava sendo desenvolvido pela Sierra Nevada Corporation para o Commercial Crew Development (CCDev) que ela perdeu.
A Orbital Sciences Corporation também propôs um derivado do HL-20 para a segunda rodada de financiamento CCDev, a espaçonave Prometheus.
Ambos os veículos são propostos para serem lançados em cima de um veículo de lançamento Atlas V.